# Малая Витонь
Малая Витонь — деревня в Шимском районе Новгородской области, с 12 апреля 2010 года входит в Шимское городское поселение, прежде входила в состав, ныне упразднённого, Коростынского сельского поселения.
Деревня находится на Приильменской низменности. Расположена на высоте 31 м над уровнем моря, рядом с автодорогой областного значения Р51 Шимск — Старая Русса. В 2,5 км к северу от деревни находится озеро Ильмень.
Ближайшие населённые пункты: деревни Большая Витонь, Верещино и Горцы.

## Примечания

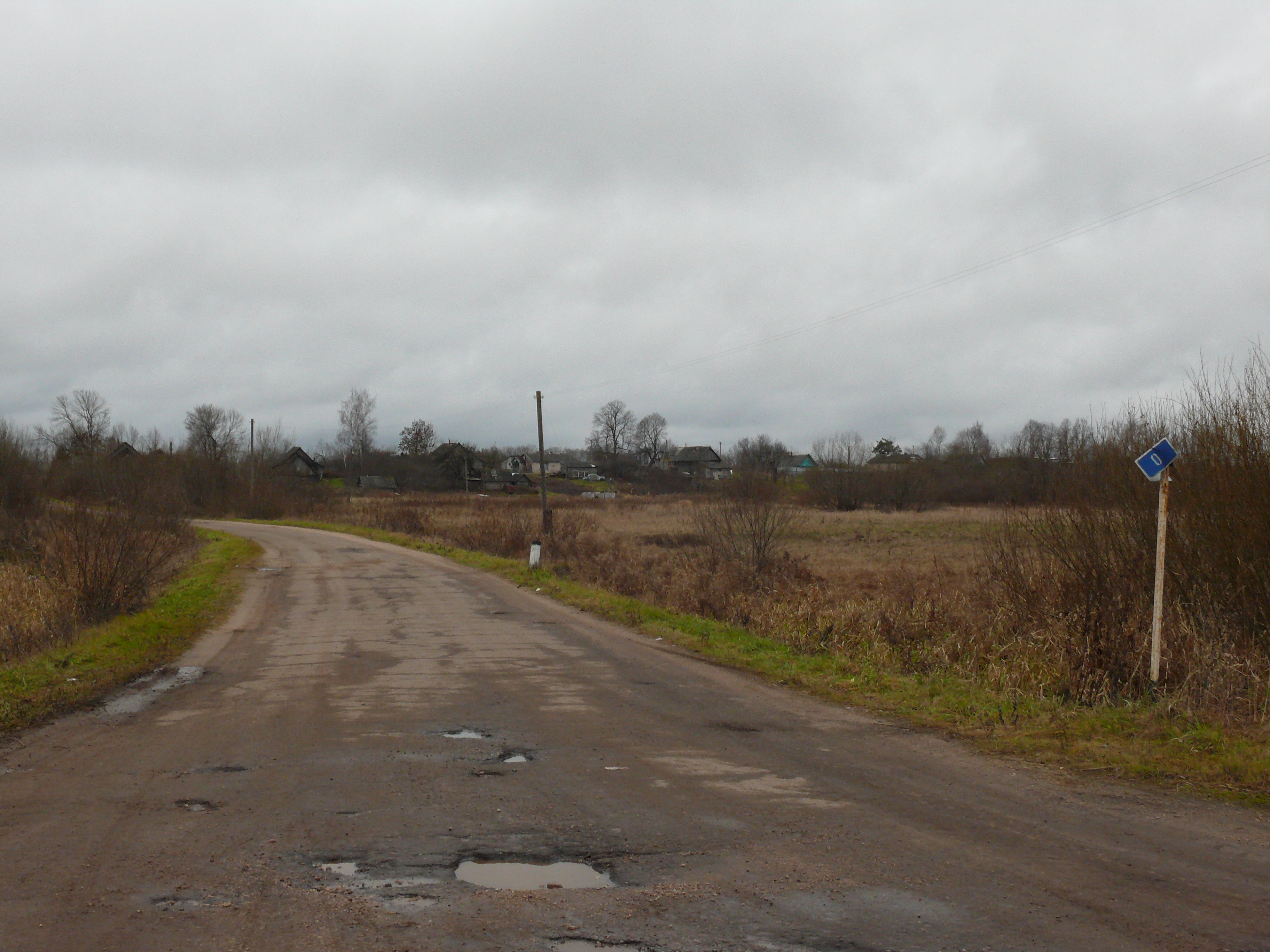
Вид на деревню с автодороги Шимск—Старая Русса